# Secutor (chi cá liệt)
Secutor là một danh pháp khoa học của một chi cá trong họ Cá liệt bản địa của Ấn Độ Dương và Tây Thái Bình Dương. Tên của chi cá này trong tiếng Anh trùng với tên gọi của một loại võ sĩ giác đấu thời La Mã cổ đại.

## Vấn đề danh pháp
Năm 1787, Marcus Elieser Bloch mô tả loài Zeus insidiator.
Năm 1815, Georges Cuvier mô tả chi Equula; với loài Equula equula được chuyển từ Centrogaster equula Gmelin, 1788 (= Scomber equula Forsskål, 1775. Trong đó ông đồng nhất tên gọi Zeus insidiator Bloch, 1787 với tên gọi Equula equula (danh pháp chính thức hiện nay là Leiognathus equula).
Năm 1848, Johannes von Nepomuk Franz Xaver Gistel đặt ra chi Secutor, với thông tin rất ngắn như sau: "Equula (E. insidiator; Fisch.): Secutor, N.". Điều này đã làm cho các nhà ngư học sau ông chia rẽ ý kiến về việc Secutor có là danh pháp chính thức cho một chi cá hay không.
Một bên coi Secutor là danh pháp chi chính thức, cho rằng Gistel thiết lập chi mới với loài điển hình là Equula insidiator; trong đó các tác giả ủng hộ, như Jordan (1919) cho rằng Gistel đã "ngầm coi" Equula insidiator là khác biệt với Equula equula. Tuy nhiên, cần lưu ý rằng khi thiết lập chi Equula năm 1815 thì Cuvier đã đồng nhất Zeus insidiator Bloch, 1787 với Equula equula Cuvier, 1816 (= Scomber equula Forsskål, 1775) mà không đặt ra danh pháp Equula insidiator, và Gistel chắc chắn đã đọc bài viết của Cuvier (1815) về Equula nên việc "ngầm coi" này chỉ là giả định của các tác giả ủng hộ, không bao giờ có câu trả lời chính xác là Gistel đã nghĩ gì khi đặt ra tên gọi Secutor. Bản thân Jordan, dù ủng hộ Secutor là danh pháp chính thức thay cho Deveximentum Fowler, 1904, nhưng vẫn ghi rằng: "Secutor dường như là để thay thế cho Equula". Trong một thời gian dài thì không ai đặt vấn đề về tính chính danh của Secutor, và hiện nay một số tác giả vẫn công nhận Secutor là tên chi chính thức, như Fricke et al. (2018). Fish Base tới năm 2013 cũng công nhận danh pháp Secutor nhưng hiện nay lại công nhận danh pháp Deveximentum.
Ngược lại, bên cho rằng Secutor không thể là danh pháp chính thức thì cho rằng Secutor là danh pháp thay thế cho Equula (= Leiognathus) nên nó không thể là danh pháp chính thức của một chi khác khi mà loài điển hình của nó (theo nghĩa của Cuvier, 1815) lại thuộc về chi Leiognathus. Các tác giả này, như Kottelat (2013) chấp nhận danh pháp Deveximentum Fowler, 1904 là danh pháp chính thức, do nó chỉ định loài điển hình tường minh và trực tiếp tới Zeus insidiator Bloch, 1787. Hiện tại một số tác giả khác cũng công nhận Deveximentum, như FishBase (2021) hay Alavi-Yeganeh et al. (2021).

## Các loài
7 loài đã từng được công nhận trong Fish Base (2013) với bên phải là danh pháp được công nhận trong Fish Base (2021). Chúng bao gồm:
- Secutor hanedai Mochizuki & Hayashi, 1989 = Deveximentum hanedai
- Secutor indicius Monkolprasit, 1973 = Deveximentum indicium
- Secutor insidiator (Bloch, 1787) = Deveximentum insidiator: Cá liệt chấm
- Secutor interruptus (Valenciennes, 1835) = Deveximentum interruptum
- Secutor mazavasaoka Baldwin & Sparks, 2011 = Leiognathus mazavasaoka
- Secutor megalolepis Mochizuki & Hayashi, 1989 = Deveximentum megalolepis
- Secutor ruconius (Hamilton, 1822) = Leiognathus ruconius: Cá liệt vằn lưng, cá ngãng sạo.

Các danh pháp là biến thể chính tả bao gồm:
- Secutor insiadiator (Bloch, 1787) = Deveximentum insidiator
- Secutor insidator (Bloch, 1787) = Deveximentum insidiator
- Secutor insidiatur (Bloch, 1787) = Deveximentum insidiator
- Secutor ruconeus (Hamilton, 1822) = Leiognathus ruconius